# Isla Baltra
La isla Baltra, nombre cuyo origen se desconoce, fue bautizada como Seymour Sur (en honor al marino y aristócrata británico Lord Hugh Seymour). Es una isla que forma parte del archipiélago de las Islas Galápagos. Tiene una superficie de 27 km² y una altitud máxima de 100 metros. Fue creada por un levantamiento tectónico. La isla es muy árida y la vegetación se compone de arbustos, cactus del género Opuntia y árboles del género Bursera. En su litoral sur existe un muelle usado por ferries y otros botes para transbordar pasajeros y vehículos pequeños a la isla de Santa Cruz cruzando el Canal de Itabaca.

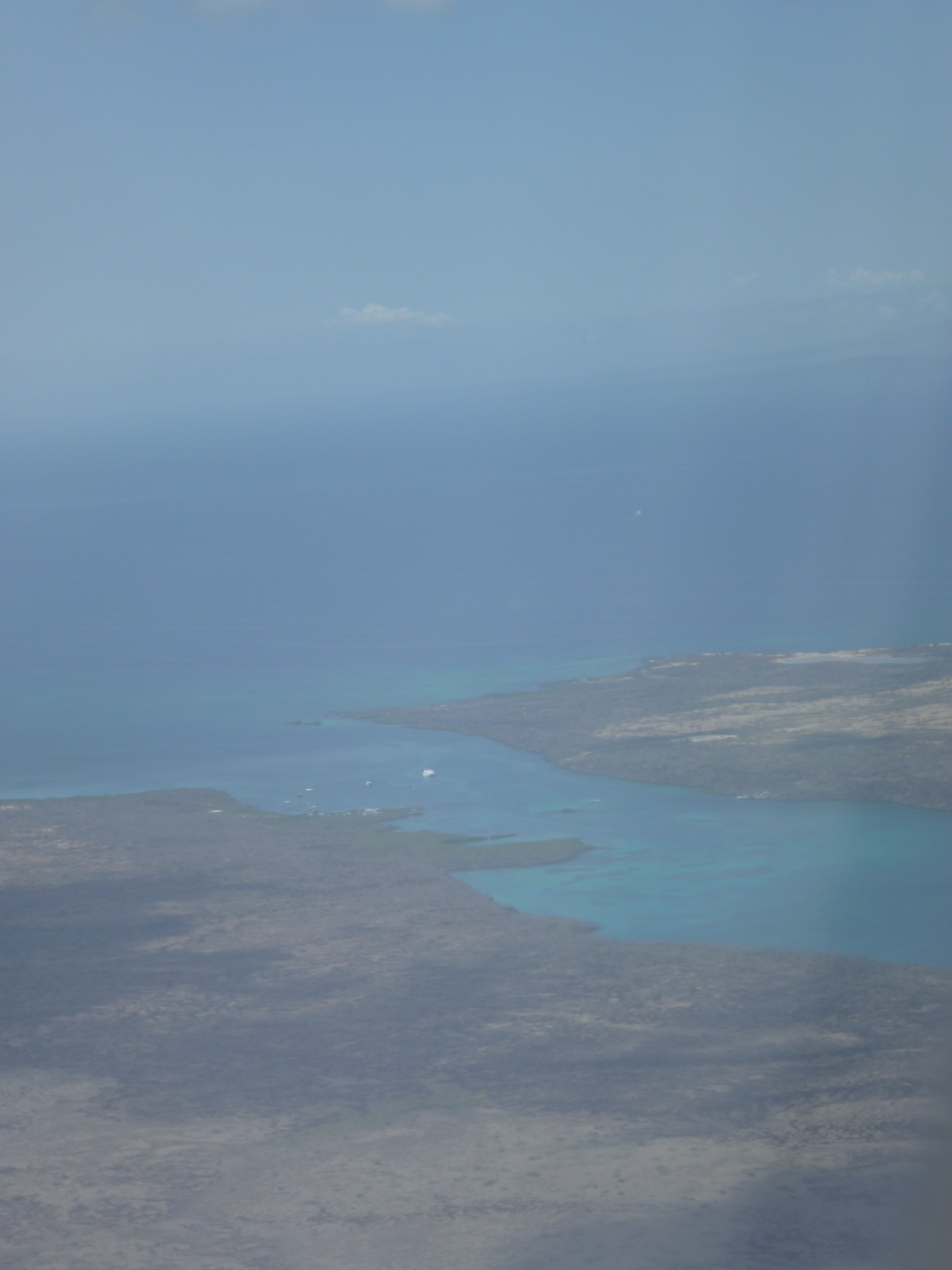
Isla Baltra está a la derecha, a la izquierda Isla Santa Cruz y en el centro Canal de Itabaca

## Aeropuerto

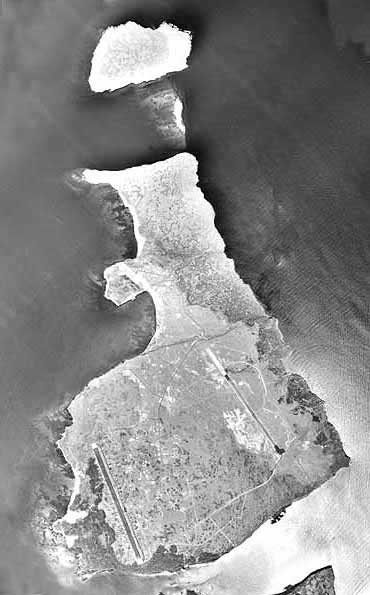
Foto aérea de las islas Baltra y Little Seymour tomada desde un B-24 Liberator en 1944

Baltra alberga el principal aeropuerto del archipiélago, el Aeropuerto Seymour. Fue construido durante la Segunda Guerra Mundial por la Marina de los Estados Unidos para "patrullar" la zona central del Pacífico Oriental y las rutas de aproximación al Canal de Panamá. En esta isla se reintrodujeron iguanas terrestres después de que la población de esta especie fuera extirpada por razones de seguridad de vuelo durante la estancia de las fuerzas armadas de los EE. UU.; las instalaciones fueron entregadas al gobierno del Ecuador, al finalizar las hostilidades entre los EE. UU. de América y el Imperio del Japón. Varios grupos de ruinas de las antiguas instalaciones de la base americana pueden ser observadas durante el despegue (o aterrizaje). El Aeropuerto civil utiliza la pista Norte-Sur, mientras que la pista Este-Oeste está en desuso. Durante el periodo de operaciones de vuelo existen servicios de transporte hasta el muelle en el canal de Itabaca y el muelle en la Bahía al suroccidente de la isla.
Existen decenas de puntos para practicar surf, buceo o snorkeling también buceo SCUBA con el permiso previo de la Armada del Ecuador. Existe un segundo aeropuerto fuera de servicio que data de la Segunda Guerra Mundial.

## Fauna
Baltra no está dentro de los límites del Parque Nacional Galápagos. La Iguanas terrestres de Galápagos son objeto de una activa campaña de reintroducción en la isla, que se extinguió en 1954 en Baltra. Sin embargo, a principios de la década de 1930, el Capitán G. Allan Hancock traslado una población de iguanas terrestres de Galápagos desde Baltra a la isla Seymour Norte, una pequeña isla a sólo unos cientos de metros al norte de Baltra. Las iguanas sobrevivieron allí y se convirtió en el ejemplo para el éxito del programa de cría en cautiverio del Parque Nacional Galápagos. Durante la década de 1980 las iguanas de Seymour Norte fueron llevadas al Parque Nacional en Santa Cruz, en el marco de este proyecto y en el década de 1990 se regresó a las iguanas terrestres a Baltra. En 1997 los científicos habían contado 97 iguanas en Baltra de las cuales 13 habían nacido en las islas. En el 2008 finalizó el programa de crianza en cautiverio, que en total repatrió más de 700 individuos a la isla Baltra. Actualmente no es raro ver a las iguanas, ya sea cruzando la vía principal o la pista en el aeropuerto.

## Turismo
Baltra se mira de frente al sur con Santa Cruz, con una separación apenas de unos 150 metros por un canal de agua cristalina conviviendo con lobos marinos, aves y muchas otras especies endémicas que acompañan al turista el recorrido en lanchas para cruzar a Santa Cruz donde lo esperan los buses que lo llevan hasta Puerto Ayora parte principal de Santa Cruz.